# 巴特利特冰川
86°15′S 152°0′W / 86.250°S 152.000°W
巴特利特冰川是南極洲的冰川，長60公里、寬10公里，發源自尼爾森高原，最終在加德納山以北注入斯科特冰川，該冰川在1934年12月由美國探險隊發現。